# Australian Indoor Championships 1992
LAustralian Indoor Championships 1992 è stato un torneo di tennis giocato sul cemento indoor del Sydney Entertainment Centre di Sydney in Australia. Il torneo fa parte della categoria ATP Championship Series nell'ambito dell'ATP Tour 1992. Si è giocato dal 5 al 12 ottobre 1992.

## Campioni

### Singolare maschile
Goran Ivanišević ha battuto in finale  Stefan Edberg con il punteggio di 6–4, 6–2, 6–4

### Doppio maschile
Patrick McEnroe /  Jonathan Stark hanno battuto in finale  Jim Grabb /  Richey Reneberg con il punteggio di 7–6, 6–3